# Уоддингтон, Конрад Хэл
Уоддингтон, Конрад Хэл (8 ноября 1905 года, Эвешем, Вустершир, Великобритания — 26 сентября 1975 года, Эдинбург, Великобритания) — английский биолог, командор ордена Британской империи, член Лондонского и Эдинбургского королевских обществ. Сфера профессиональных интересов: биология развития, палеонтология, генетика, эмбриология и философия. Заложил основы системной биологии. К числу его интересов принадлежали также поэзия и живопись. Известен левыми политическими взглядами. В своей книге «Научный подход» (англ. The Scientific Attitude, 1941) он затрагивает такие политические вопросы как центральное планирование, отзывается о марксизме как о «глубокой научной философии».

## Биография
Конрад Уоддингтон (среди друзей известен как «Уэд», англ. Wad, в семье именовался «Кон» англ. Con) родился 8 ноября 1905 года в семье Хола (англ. Hal) и Мэри Эллен (англ. Mary Ellen) уродж. Уорнер (англ. Warner) Уэддингтонов. До трёхлетнего возраста жил с родителями в Индии, где его отец работал на чайной фабрике в округе Ваянад. В 1910 году в возрасте четырёх лет переехал в Англию, где жил в семье дяди, тёти и бабушки. Его родители вернулись из Индии в 1928 году. В детские годы он был особенно привязан к местному аптекарю и дальнему родственнику доктору Доугу (англ. Dr. Doeg), которого Уоддингтон называл «дедушкой», и который познакомил юного Конрада с разнообразными науками от химии до геологии. В первый год обучения в университете Уоддингтон прошёл интенсивный курс химии у Э. Холмярда, о котором Уоддингтон отзывался как о «гениальном преподавателе химии». Холмярд познакомил Уоддингтона с трудами александрийских гностиков и арабских алхимиков, благодаря которым Уоддингтон получил философское представление о взаимосвязанных холистических системах. Позднее Уоддингтон отмечал, что это раннее философское образование подготовило его к восприятию идей Альфреда Уайтхеда в 1920-х и 1930-х годах и кибернетики Норберта Винера в 1940-х годах.
Учился в Клифтон-колледже и Сидней Сассекс-колледже Кембриджского университета по направлению естественных наук. В 1926 году на выпускном экзамене стал первым по геологии. В 1928 году получил стипендию Арнольда Герценберга (Arnold Gerstenberg) в Кембриджском университете для изучения философии. До 1942 года в качестве преподавателя Крайст-колледжа читал лекции по зоологии. Здесь среди его близких друзей были Грегори Бейтсон, Вальтер Гропиус, Чарльз Сноу, Солли Цукерман, Джозеф Нидэм, Джон Десмонд Бернал. Его научные интересы начались с палеонтологии, затем переместились в область наследственности и развития живых организмов. Он также изучал философию.
Во время Второй мировой войны он в качестве специалиста по исследованию операций работал в интересах ВВС Великобритании, в 1944—1945 годах был научным советником главнокомандующего морской авиацией. После войны получил место профессора генетики животных в Эдинбургском университете. Всю оставшуюся жизнь он жил и работал в Эдинбурге, кроме годичного периода в 1960—1961 году, который он провёл в Уэслианском университете в США. Его личные документы хранятся в библиотеке Эдинбургского университета.
Отмечен Mendel Medal от Genetics Society (1960).
С 1961 по 1967 гг. был президентом Международного союза биологических наук.  В этой должности по приглашению советской стороны был с визитом в Москве как гость Института биологии развития в сопровождении известного эмбриолога С. Г. Васецкого.
Уоддингтон был дважды женат. От первого брака имел сына, С. Дж. Уоддингтона (C. Jake Waddington), профессора физики Миннесотского университета, развёлся в 1936 году. Впоследствии женился на Джастин Бланко Уайт (Justin Blanco White), дочери писательницы Эмбер Ривз, от которой имел двух дочерей, также посвятивших себя науке: Дюса Макдафф стала известным математиком, Кэролайн Хамфри — антропологом.

## Вклад в теорию эволюции
В начале 1930-х годов Уэддингтон, как и многие другие эмбриологи, занимался поиском химических агентов, которые приводят к развитию нервной трубки земноводных. Сложность проблемы находилась за рамками тогдашних технических возможностей, что заставило многих биологов отказаться от дальнейших исследований. Уоддингтон, однако, пришёл к идее, что ответы на вопросы эмбриологии даст генетика, и в 1935 году начал работу в лаборатории Томаса Моргана в Калифорнии, где ставились опыты над мушками-дрозофилами. Это было время, когда большинство биологов считало гены ответственными за передачу лишь малозначимых признаков организма, таких как цвет глаз.
В конце 1930-х годов Уоддингтон построил формальные модели того, как регуляторные продукты генов могут влиять на пути эмбрионального развития, продемонстрировал на примере крыльев мушки-дрозофилы как это влияние может быть изучено путём систематического анализа мутаций. Действенность предложенных методов подтвердили Кристиана Нюсляйн-Фольхард и Эрик Вишаус, получившие за свои исследования нобелевскую премию 1995 года по медицине. Тогда же, в период максимума своей творческой активности он обнаружил мутации, влияющие на клеточные фенотипы и написал свой первый учебник по эпигенетике развития. Последний термин означал внешние проявления действия генов.
Уоддингтон также является автором концепции «канализированности» (в русскоязычной литературе также употребляется термин «автономность»), которая означает способность организмов порождать одинаковые фенотипы, независимо от действия генов или условий внешней среды. Ему принадлежит открытие механизма, называемого генетической ассимиляцией, который позволяет реакцию животного на воздействие окружающей среды сделать постоянной частью процесса эмбрионального развития, он также предложил возможные принципы действия этого механизма.
В 1972 году Уоддингтон основал Центр экологии человека .

### Эпигенетический ландшафт
Уоддингтону принадлежит образное выражение «эпигенетический ландшафт», который метафорически означает воздействие генов на развитие организма. Смысл этой метафоры состоит в следующем. Обычный географический ландшафт определяет русла рек, то есть пути их течения от истока к устью. Какие-либо изменения ландшафта (например, вызванные землетрясениями, оползнями) меняют картину рельефа местности и изменяют направления и пути течения рек. Таким образом, если представить себе путь развития организма в виде реки, где исток означает оплодотворение, а устье — физическую зрелость, то рельеф местности, где течёт эта река и который направляет её течение, представляет собой внешние условия, определяющие развитие организма. Сам Уоддингтон вместо реки предпочитал говорить о мраморном шарике, который скатывается с вершины горы, рельеф которой определяет его путь к подножью. Для «траектории» организма в процессе его развития Уоддингтон ввёл специальный термин — «креод». Мутации применительно к креоду представляют собой «сейсмический фактор», который, подобно землетрясениям, изменяют эпигенетический ландшафт. Последняя идея была наиболее революционной: Уоддингтон был первым, кто сформулировал современное представление о роли мутаций как о факторах, влияющих на процесс развития организма и, следовательно, составляющих основу изменчивости, одного из трёх главных факторов биологической эволюции.

### Генетическая ассимиляция
Уоддингтон выдвинул предположение о существовании процесса, названного им «генетической ассимиляцией», который фиксирует приобретённые организмом изменения в генотипе, делая их наследуемыми. Уоддингтон исследовал один из признаков мушек-дрозофил, который заключается в отсутствии в крыльях поперечных жилок. Это изменение возникает при воздействии на яйца высоких температур. Подвергая мушек термическому воздействию в течение нескольких поколений, Уоддингтон заметил, что со временем у некоторых особей отсутствие поперечных жилок начинает проявляться без всякого термического воздействия, то есть приобретённые предками черты ассимилировались, отразились в генотипе потомства.
Генетическую ассимиляцию иногда считают ламарковским механизмом, хотя Уоддингтон считал этот механизм дарвиновским. Как писал Уоллес Артур, «генетическая ассимиляция выглядит ламарковской, но не является таковой. Это особый случай эволюции фенотипической пластичности».

### Неодарвинизм
В литературе идеи Уоддингтона обычно не считают недарвиновскими Однако некоторые теоретики синтетической теории эволюции считают Уоддингтона антидарвинистом, так как он полагал, что микроэволюция и макроэволюция обусловлены различными механизмами. Согласно Уилкинсу, Уоддингтон «при жизни воспринимался как критик неодарвинизма. Его критика касалась нереалистичной, по его мнению, „атомистической“ модели генетического отбора и эволюции признаков». В частности, он полагал, что неодарвинизм игнорирует эффект интенсивного взаимодействия генов и абсолютизирует принцип случайности мутаций, который в действительности является ложным. Даже несмотря на критику неодарвинизма, Уоддингтон считал себя дарвинистом и пытался своими работами расширить и исправить дарвиновскую теорию, а не заменить её.

## Взгляды
Как отмечает Игорь Дзеверин, "Уоддингтон был не только убежденным сторонником системного подхода, развивал его (и весьма успешно) в своих работах и высоко ценил марксизм, он еще и резко критически отзывался о западной цивилизации, призывал к централизованному планированию и правлению ученых как способу решить ее проблемы, так что даже удостоился сомнительной чести быть упомянутым в известной книге Ф. Хайека «Дорога к рабству» в качестве печального примера западного интеллектуала, кокетничающего с тоталитаризмом".

### Книги
- Waddington, C. H. (1939). An Introduction to Modern Genetics. London : George Alien & Unwin Ltd.
- Waddington, C. H. (1940). Organisers & genes. Cambridge: Cambridge University Press.
- Waddington, C. H. (1941). The Scientific Attitude, Pelican Books
- Waddington, C. H. and others (1942). Science and Ethics, George Allen & Unwin Ltd.
- Waddington, C. H. (1946). How animals develop. London : George Allen & Unwin Ltd.
- Waddington, C. H. (1953). The Epigenetics of birds. Cambridge : Cambridge University Press.
- Waddington, C. H. (1956). Principles of Embryology. London : George Allen & Unwin.
- Waddington, C. H. (1957). The Strategy of the Genes. London : George Allen & Unwin.
- Waddington, C. H. (1959). Biological organisation cellular and subcellular : proceedings of a Symposium. London: Pergamon Press.
- Waddington, C. H. (1960). The ethical animal. London : George Allen & Unwin.
- Waddington, C. H. (1961). The human evolutionary system. In: Michael Banton (Ed.), Darwinism and the Study of Society. London: Tavistock.
- Waddington, C. H. (1961). The Nature of Life. London : George, Allen, & Unwin.
- Waddington, C. H. (1966). Principles of development and differentiation. New York: Macmillan Company.
- Waddington, C. H. (1966). New patterns in genetics and development. New York: Columbia University Press.
- Waddington, C. H., ed. (1968-72). Towards a Theoretical Biology. 4 vols. Edinburgh: Edinburgh University Press.
- Waddington, C. H., Kenny, A., Longuet-Higgins, H.C., Lucas, J.R. (1972). The Nature of Mind, Edinburgh: Edinburgh University Press (1971-3 Gifford Lectures in Edinburgh, online)
- Waddington, C. H., Kenny, A., Longuet-Higgins, H.C., Lucas, J.R. (1973). The Development of Mind, Edinburgh: Edinburgh University Press (1971-3 Gifford Lectures in Edinburgh, online)
- Waddington, C. H. (1977) (published posthumously). Tools for Thought. London: Jonathan Cape Ltd.

### Статьи
- Waddington C. H. 1942. Canalization of development and the inheritance of acquired characters. Nature 150:563-565.
- Waddington, C. H. 1953. Genetic assimilation of an acquired character. Evolution 7: 118—126.
- Waddington, C. H. 1953. Epigenetics and evolution. Symp. Soc. Exp. Biol 7:186-199.
- Waddington, C. H. 1956. Genetic assimilation of the bithorax phenotype. Evolution 10: 1-13.
- Waddington, C. H. 1961. Genetic assimilation. Advances Genet. 10: 257—290.
- Waddington, C. H. 1974. A Catastrophe Theory of Evolution. Annals of the New York Academy of Sciences 231: 32-42.